# Шахгельдян, Мгер Левонович
Мгер Лево́нович Шахгельдя́н (арм. Մհեր Շահգելդյան, 29 сентября 1967, Ереван) — армянский политический и государственный деятель.
- 1987—1992 — Ереванский государственный университет. Философ.
- 1992—1995 — аспирантура кафедры политологии Ереванского государственного университета. Кандидат политических наук.
- 1993—1994 — спецкурс Американского университета Армении.
- 1994—1996 — Армянский центр менеджмента (СЕМА). Автор свыше 40 научных трудов.
- 1984—1985 — испытатель на Ереванском электроламповом заводе.
- 1985—1987 — служил в советской армии.
- 1993 — работал на кафедре политологии Ереванского государственного университета.
- 1993—1995 — научный сотрудник отдела общественных наук НИИ педагогических наук.
- 1995—1998 — комментатор в отделе общественно-политических передач Гостелерадиоуправления.
- 1996—1998 — директор центра правовых и политических стратегических исследований «Оризон».
- 1998—2000 — главный редактор редакции иновещания Национального радио Армении.
- 2000—2002 — вице-президент Французского университета Армении.
- 2002—2003 — депутат парламента. Член фракции «Оринац Еркир».
- 2003—2007 — депутат парламента. Член постоянной комиссии по обороне, национальной безопасности и внутренним делам. Заместитель председателя партии «Оринац Еркир».
- 12 мая 2007 — избран депутатом парламента. Член постоянной комиссии по вопросам европейской интеграции. Член партии «Оринац Еркир».
- С апреля 2008 по 15 марта 2010 - министр по чрезвычайным ситуациям Армении.
- Переизбран в 2012 году